# Кассань, Андре
Андре́ Касса́нь (23 сентября 1926 — 16 января 2013) — французский изобретатель, электротехник, игрушечных дел мастер. Наиболее известным изобретением Кассаня является волшебный экран — популярная детская игрушка для рисования, которая является продуктом компании Ohio Art Company.

## Биография
Кассань родился в предместьях Парижа во Франции 23 сентября 1926 года. Его родители владели булочной, в которой Андре Кассань работал ещё будучи подростком. Аллергическая реакция на муку вынудила его в конце концов подыскать другую сферу деятельности, и он начал работать в компании Lincrusta электриком.
Однажды он выполнял стандартные работы по установке щитка выключателя освещения на заводе. Щиток был завёрнут в светопрозрачную переводную бумагу, и во время установки Кассань снял бумагу и сделал на ней надпись карандашом. Вскоре после этого он заметил, что надпись отпечаталась на обратной стороне бумаги. Впоследствии Кассань несколько раз экспериментировал со своим открытием, что в конечном счёте привело к созданию прототипа всемирно известной детской игрушки Волшебный экран. Своё изобретение он так и назвал L’Ecran Magique. Впервые игрушка была представлена на Игрушечной ярмарке в Нюрнберге в 1959 году в ФРГ. Затем Кассань совместно с американской компанией Ohio Art начали работы по усовершенствованию новой игрушки, придав ей постепенно тот вид, в котором она и стала популярной. Массовое производство и кампания по продвижению Волшебного экрана стартовали в 1960 году.
Кассань также известен во Франции в качестве изобретателя, однако несмотря на это, данный вид деятельности был для него скорее увлечением. Кассаань на протяжении 1980-х гг. занимался созданием составных воздушных змеев. В 1992 году в журнале Kite Lines появилась статья, охарактеризовавшая его как «самого известного мастера воздушных змеев во Франции». Он также изобрёл несколько механических игр, таких как «За рулём» — магнитная машинка, ездящая по нарисованной автодороге; SkeDoodle — концептуальная версия Волшебного экрана, только в форме шара.
Кассань умер 16 января 2013 в предместьях Парижа в возрасте 86 лет. он жил со своей женой Рене и тремя детьми. В журнале The Economist в выпуске от 16 января 2013 ему был посвящён целый некролог.